# إعدامات خارج نطاق القانون في نيو أورلينز 1891
تُشير الإعدامات خارج نطاق القانون في 14 مارس 1891 في نيو أورلينز إلى جريمة قتلِ حشدٍ من الغوغاء أحدَ عشرَ أمريكيًا إيطاليًا ومهاجرًا في نيو أورلينز، في لويزيانا، بسبب دورهم المفترَض في مقتل رئيس الشرطة "دايفيد هينيسي"، وذلك بعد تبرئة بعضهم في المحكمة.
تمثّل تلك الجريمة أكبر عملية إعدام خارج نطاق القانون في التاريخ الأمريكي. كان قد أُلقي القبض على معظم ضحايا الجريمة المتهمين في القتل وأُدينوا بسبب أصولهم الإثنية الإيطالية.
حدثت عملية الإعدام خارج نطاق القانون في اليوم اللاحق على محاكمة تسعةٍ من أصل تسعة عشر رجلًا وُجّه إليهم الاتهام رسميًا في جريمة قتل هينيسي. حُكم ببراءة ستة من المتهمين، وأُعلن عن إبطال محاكمة الثلاثة الباقين نظرًا لفشل هيئة المحلفين في الاتفاق على قرار أحكامهم. سادَ اعتقاد على نطاقٍ واسع في المدينة بأن منظمات الجريمة المنظمة الأمريكية الإيطالية هي المسؤولة عن مقتل رئيس الشرطة، في فترة شهدت انتشار المشاعر المعادية للإيطاليين وتزايد نسبة الجريمة. كما كان معروفًا أن الناخبين الأمريكيين الإيطاليين فضّلوا وجودَ الآلة السياسية الموبوءة بالفضائح في المدينة على العمدة الإصلاحي الديمقراطي الجديد، والذي يُحتمل أن دوره في التحريض على العنف الحاصل بعد ذلك إنما كان محاولةً لإساءة استخدام صلاحيات الحكومة لقمع خصومه السياسيين.
انطلاقًا من قناعتهم أن هيئة المحلفين متآمرة، اقتحمت مجموعة من الغوغاء السجن الذي احتُجز الرجال فيه، وقتلوا 11 سجينًا، معظمهم بالرصاص. تجمهر الغوغاء خارج السجن بالآلاف، ومن بينهم كان بعض أبرز وجهاء المدينة. اتّسمت التغطية الصحفية الأمريكية للحدث بطابع متعاطفٍ إلى درجة كبير، ولم تُوجّه اتهامات إلى الضالعين في عملية الإعدام خارج نطاق القانون.
خلّف الحادث تداعياتٍ خطيرة على مستوى البلاد. عبّر القنصل الإيطالي "باسكال كورتي" في نيو أورلينز عن احتجاجه وغادر المدينة في مايو 1891 بأمر من حكومة بلاده. نشرت صحيفة نيويورك تايمز بيانه المطول الذي حمّل فيه ساسة المدينة مسؤولية قتل الإيطاليين خارج نطاق القانون. قطعت إيطاليا علاقاتها الدبلوماسية بالولايات المتحدة، مما أثار شائعات عن قُرب نشوب حرب. أدت المشاعر المتزايدة المعادية للإيطاليين إلى دعوات لفرض قيود على الهجرة. دخلت كلمة "مافيا" في نطاق التداول في المجتمع الأمريكي، وأصبح الوعي بالمافيا حاضرًا في الخيال الشعبي الأمريكي.
في العام 1999 أنتجت إتش بي أو فيلم فينديتا الذي تناول أحداث عمليات الإعدام خارج نطاق القانون، وكان من بطولة كريستوفر واكن. اقتُبست فكرة الفيلم عن كتاب تاريخٍ بنفس الاسم من العام 1977 للكاتب "ريتشارد غامبينو".

## خلفية الأحداث

### المشاعر المعادية للإيطاليين في نيو أورلينز
في أواخر القرن التاسع عشر في أمريكا، وُجد تحيز متزايد ضد الإيطاليين، الذين وصلوا إلى أمريكا لسدّ النقصِ الحاصل في العمالة. وهاجروا إلى الجنوب الأمريكي، خصيصًا إلى فلوريدا ولويزيانا، بأعداد ضخمة بسبب الأوضاع المتردية في إيطاليا، ولسد النقص في اليد العاملة الناجم عن إلغاء العبودية، وتفضيلهم حرية العمل لحسابهم الخاص كمزارعين بالعمولة. حرص مزارعو السكر، على وجه الخصوص، على توظيف العمال الذين كانوا أكثر مُطاوعةً من العبيد السابقين؛ واستأجروا خدمات مشغّلي المهاجرين لجلب الإيطاليين إلى جنوب لويزيانا. في تسعينيات القرن التاسع عشر، راح آلاف الإيطاليين يصلون إلى نيو أورلينز كل عام. استقر الكثيرون في الحي الفرنسي، الذي أصبح يُعرف في أوائل القرن العشرين باسم «صقلية الصغيرة». إضافة إلى ذلك، طوال القرن التاسع عشر وخلال جزء من القرن العشرين، غالبًا ما كان يُشار إلى المهاجرين الإيطاليين إلى الولايات المتحدة باسم «الزنوج البيض».
في رسالة ردًا على استفسار عن الهجرة في نيو أورلينز، عبّر رئيس البلدية جوزيف إيه شاكسبير عن حالة التحامُل الشعبية المعادية لإيطاليا، واشتكى من أن المدينة أصبحت جاذبة «...لأسوأ طبقات أوروبا: الإيطاليين الجنوبيين والصقليين... أكثر الناس كسلًا، وعدوانية، ووضاعةً لدينا». وزعم أنهم «قذرون في أشخاصهم وفي بيوتهم»، ونحى عليهم باللائمة في انتشار المرض، وخلص إلى أنهم «جبناء، وبلا شرف، أو حقيقة، أو أنَفة، أو دين، أو أيٍّ من صفات المواطنين الصالحين».
وفقا لما ذكره "همبرت نيلي"، فقد انتُخب العمدة شاكسبير الديمقراطي الإصلاحي بدعم من الحزب الجمهوري في لويزيانا الذي أصبح ضعيفًا بشكل أكثر منذ نهاية عصر إعادة الإعمار. ومع ذلك، فقد اتحدت رؤى كل من العمدة شاكسبير والجمهوريين في معارضة آلة المدينة السياسية الفاسدة والفضائح التي عصفت بها، والتي كانت تسمى المنظمة الديمقراطية العادية التي ظلت تتلقى مناصرةً شديدة في أوساط الناخبين الأمريكيين الإيطاليين في المدينة. ويتابع نيلي أن ذلك قد يكون السبب الحقيقي وراء مشاعر العمدة الصريحة في عدائه للإيطاليين.

### اغتيال دايفيد هينيسي
في مساء 15 أكتوبر 1890، أطلق عدد من المسلحين النار على رئيس شرطة نيو أورلينز "دايفيد هينيسي" على طريق عودته إلى البيت من العمل. رد هينيسي بإطلاق النار وطارد مهاجميه قبل أن يسقط أرضًا. عندما سُئل عمن أطلق النار عليه، يُقال إن هينيسي همس للكابتن "ويليام أوكونو" بكلمة «داغوز» (وهي مصطلح تحقيري للإيطاليين وغيرهم من شعوب البحر الأبيض المتوسط). ظل هينيسي واعيًا في المستشفى لعدة ساعات بعد إطلاق النار، وتحدث إلى أصدقائه، لكنه لم يسمّ المهاجمين. ألمّت به مضاعفات صحية في اليوم اللاحق وتوفي على إثرها.
كان ثمة نزاع دائرٌ بين عائلتَي بروفينزانو ومانترانغا، اللتين كانتا تتنافسان على العمل في الواجهة البحرية لنيو أورلينز. كان هينيسي قد أودع العديد من عائلة بروفينزانو في السجن، وكانت محاكمة استئنافهم وشيكة الحدوث. وفقًا لبعض التقارير، كان هينيسي يعتزم تقديم أدلة جديدة في المحاكمة من شأنها تبرئة برفينزانو وإدانة أفراد من عائلة مانترانغا. في حال كان ذلك صحيحًا، فهذا يعني أن عائلة مانترانغا، وليس بروفينزانو، هي صاحبة الدافع الأقوى لقتل هينيسي. فيما بعد، أدلى شرطي من أصدقاء هينيسي بشهادة أفاد فيها أن هينيسي أخبره شخصيًا ألا خطط كهذه كانت لديه. على كل حال، ساد اعتقاد على نطاق واسع أن قتلة هينيسي كانوا إيطاليين. ووجهت صحفٌ محلية مثل تايمز-ديموكرات وديلي بيكايون اتهامات بلا دليل إلى مَن أُطلق عليهم «داغوز» في القتل.

### التحقيق
سرعان ما تبعت عملية قتل هينيسي حملة اعتقالات جماعية للإيطاليين في المدينة. وقال رئيس البلدية جوزيف إيه شاكسبير (وفقًا لما أوردته صحيفة بيكايون) للشرطة «أن تمشّط الحي بأكمله وتعتقل جميع الإيطاليين في طريقهم». في غضون 24 ساعة، اعتُقل 45 شخصًا. وحسب بعض الروايات، فقد اعتُقل ما يصل إلى 250 إيطاليًا. في نهاية المطاف، أُطلق سراح معظمهم نظرًا لعدم كفاية الأدلة ضدهم. لعدة أيام بعد قتل هينيسي، لم يجرؤ الإيطاليون في المدينة على مغادرة منازلهم، لكن حالة الهياج سكنت أخيرًا، وعادوا إلى أعمالهم.
في النهاية، اتُهم 19 رجلًا بالقتل أو بالاشتراك في الجريمة، واحتُجزوا بدون كفالة في سجن الأبرشية. كان من بين هؤلاء تشارلز مانترانغا، الذي اتُهم بالتخطيط للجريمة، والعديد من الأصدقاء والعمال من عائلة مانترانغا. كما أُلقي القبض على بيترو موناستيريو، الذي كان صانع أحذية، لأنه كان يعيش في الشقة المقابلة لمكان وقوف هينيسي عندما أُطلق عليه النار. وقُبض على أنتونيو مارشيسي، الذي كان بائع فواكه، لأنه كان صديقًا لموناستريو و«معروفٌ بتردده على متجر الأحذية». قُبض على إيمانويل بوليزي بعدما حدّد هويته رجلُ شرطة بوصفه أحد الرجال الذين رآهم يفرّون من مسرح الجريمة.